# Where's Officer Tuba?
Pour plus de détails, voir Fiche technique et Distribution.
Where's Officer Tuba? (霹靂大喇叭, Pi li da la ba) est une comédie d'action hongkongaise réalisée par Philip Chan et Ricky Lau et sortie en 1986 à Hong Kong. Elle est reprise en 1990 avec Look Out, Officer! et Stephen Chow dans le rôle principal.
Elle totalise 16 822 229 HK$ de recettes au box-office.

## Synopsis
L'agent de police Tuba (Sammo Hung) est un homme timide qui préfère jouer dans l'orchestre de la police que de s'impliquer véritablement sur le terrain. Le sergent Rambo Chow (David Chiang), l'officier le plus décoré du commissariat, décide de l'utiliser dans une opération d'infiltration qui a des conséquences désastreuses puisque Chow est tué. Avant de mourir, il fait promettre à Tuba d'attraper ses assassins, ce que Tuba accepte à contrecœur mais sans vraiment avoir l'intention de tenir sa promesse. Plus tard, en compagnie du policier novice enthousiaste Cheung (Jacky Cheung), Tuba voit le fantôme de Chow qui vient le hanter pour l'aider à tenir sa promesse. Il s'immisce dans son travail et dans sa vie privée, en particulier dans sa romance naissante avec la jolie Joanne (Joey Wong), afin que tout le monde pense qu'il devient fou. Tuba étant la seule personne capable de voir ou d'entendre le fantôme, il se trouve obligé de l'écouter et pour la première fois de sa vie, doit faire preuve de courage ou être tourmenté par ce fantôme pour le restant de sa vie.

## Fiche technique
- Titre original : 霹靂大喇叭
- Titre international : Where's Officer Tuba?
- Réalisation : Philip Chan et Ricky Lau
- Scénario : Barry Wong
- Photographie : Andrew Lau, Ma Koon-wah, Derek Wan et Arthur Wong
- Montage : Peter Cheung
- Musique : Danny Chung et Tang Siu-lam
- Production : Sammo Hung
- Société de production : D&B Films
- Société de distribution : Golden Harvest
- Pays d'origine :  Hong Kong
- Langue originale : cantonais
- Format : couleur
- Genre : comédie d'action
- Durée : 88 minutes
- Dates de sortie :
  - Hong Kong : 20 mars 1986
  - Taïwan : 28 mars 1986
  - Corée du Sud : 2 mai 1987

## Distribution
- Sammo Hung : l'officier Tuba
- David Chiang : le sergent Rambo Chow
- Jacky Cheung : Cheung
- Joey Wong : Joanne
- Stanley Fung : le batteur de l'orchestre de la police
- Paul Chun : le trompettiste de l'orchestre de la police
- Paul Chang : Chung
- Bowie Wu : Sau
- Teddy Yip : le père de Joanne
- Tai Po : le drogué
- Melvin Wong : le supérieur de Rambo
- Lam Ching-ying : le prêtre taoïste (caméo)
- Yuen Wah : un racketteur
- Corey Yuen : le prêtre taoïste en costume de divinité Chun Kui
- Tin Ching : le supérieur de Tuba
- David Wu (en) : le violeur dans le parc
- Dennis Chan : le sergent affectant le travail
- Alfred Cheung : homme à la jetée et à la cabine téléphonique
- Hwang Jang-lee : un racketteur
- Cheung Yik : les chef des racketteurs
- Ka Lee : l'homme fou à la moto
- Kam Piu : le président Kan
- Chiu Chi-ling (en) : le patient psychiatrique
- Billy Chan : le voyou recherché
- Yuen Miu : un policier arrêtant l'homme recherché
- Siu Tak-foo : un policier arrêtant l'homme recherché
- Seung Yee : la mère de Joanne
- Lo Hung : le chef du commissariat
- John Shum : l'homme prenant des photos sur la jetée
- Angela Yu Chien
- Bolo Yeung